# Liste der Bodendenkmäler in Ascha (Niederbayern)
Auf dieser Seite sind die Bodendenkmäler in der niederbayerischen Gemeinde Ascha zusammengestellt. Diese Tabelle ist eine Teilliste der Liste der Bodendenkmäler in Bayern. Grundlage ist die Bayerische Denkmalliste, die auf Basis des Bayerischen Denkmalschutzgesetzes vom 1. Oktober 1973 erstmals erstellt wurde und seither durch das Bayerische Landesamt für Denkmalpflege geführt wird. Die folgenden Angaben ersetzen nicht die rechtsverbindliche Auskunft der Denkmalschutzbehörde.

## Bodendenkmäler der Gemeinde Ascha

### Bodendenkmäler im Ortsteil Ascha
| Lage             | Objekt | Akten-Nr.     | Bild |
| ---------------- | --- | ------------- | ---- |
| Ascha (Standort) | Siedlung der Linearbandkeramik und der Metallzeiten (Latènezeit). | D-2-6941-0005 |      |
| Ascha (Standort) | Untertägige mittelalterliche und frühneuzeitliche Befunde und Funde im Bereich der katholischen Pfarrkirche Mariä Himmelfahrt in Ascha, darunter die Spuren der Vorgängerbauten, Bestattungen im Kircheninnenraum und der Friedhof. | D-2-7041-0188 |      |

### Bodendenkmäler im Ortsteil Bärnzell
| Lage                | Objekt                                                                | Akten-Nr.     | Bild |
| ------------------- | --------------------------------------------------------------------- | ------------- | ---- |
| Bärnzell (Standort) | Grabhügel vorgeschichtlicher Zeitstellung.                            | D-2-7041-0045 |      |
| Bärnzell (Standort) | Wallanlage vor- und frühgeschichtlicher Zeitstellung (Schanze, Damm). | D-2-7041-0046 |      |

### Bodendenkmäler im Ortsteil Gschwendt
| Lage                 | Objekt | Akten-Nr.     | Bild |
| -------------------- | --- | ------------- | ---- |
| Gschwendt (Standort) | Vorgeschichtliche Siedlung (Latènezeit).                                                                            | D-2-7041-0186 |      |
| Gschwendt (Standort) | Untertägige frühneuzeitliche Befunde und Funde im Bereich der katholischen Filialkirche St. Christoph in Gschwendt. | D-2-7041-0190 |      |